# Karol Śliwka
Karol Śliwka (13. března 1894 Bystřice – 19. března 1943 Mauthausen) byl československý politik polské národnosti a meziválečný poslanec Národního shromáždění za Komunistickou stranu Československa.

## Biografie
Zpočátku byl politicky angažován v Polské sociálně demokratické straně Haliče a Slezska, po vzniku KSČ byl představitelem polské části této celostátní politické strany. Patřil k mladší generaci polských komunistů v Československu, která brzy nahradila zakladatelskou skupinu starších aktivistů (Emanuel Chobot, Ludwik Lizak, Engelbert Wawreczka).
V parlamentních volbách v roce 1925 se stal poslancem Národního shromáždění. Mandát obhájil v parlamentních volbách v roce 1929 i parlamentních volbách v roce 1935. Poslanecké křeslo ztratil na podzim 1938 v souvislosti se změnami hranic Československa.
Profesí byl úředníkem. Podle údajů z roku 1935 bydlel v Doubravě. Za nacistické okupace byl zatčen a uvězněn v koncentračním táboru, kde zemřel.

## Odkazy

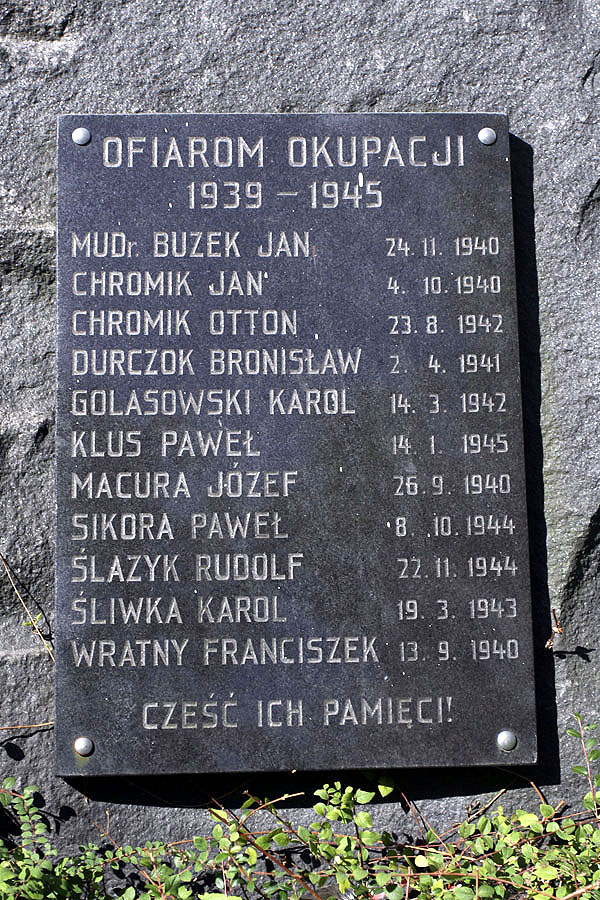
Pamětní deska obětem nacismu v Doubravě